# Minivilles
Minivilles (街 コ ロ Ville des dés) est un city-builder tour par tour qui se joue avec des cartes et des dés. 
Il est conçu par Masao Suganuma, illustré par Noboru Hotta et Ian Parovel, et publié en 2012 par la société japonaise Grounding Inc.. Les joueurs doivent stratégiquement y acheter des bâtiments et lancer des dés pour gagner l'argent nécessaire à la construction de leurs monuments. Minivilles a été publié en onze langues, la version française étant distribuée par Asmodee.

## Principe
Les joueurs sont chacun maire d'une ville qu'ils doivent développer pour chacun tenter d'être le premier à avoir construit tous ses monuments. Durant la partie, les joueurs construisent des cartes établissement en les posant devant eux et lancent un ou deux dés pour déterminer quels établissements agiront. À son tour, un joueur lance les dés, gagne/paie l'argent selon les établissements activés, achète éventuellement un établissement avec l'argent qu'il possède.
Chaque carte possède un coût dont un joueur doit s'acquitter pour l'acheter. Au début de la partie, chaque joueur ne possède que l'Hôtel de ville, un Champ de blé et une Boulangerie. Les cartes sont catégorisées en cinq types selon leur fonctionnement : 
- Monument : Ce sont les bâtiments qui déclenchent la victoire une fois tous construits. Chaque joueur en possède cinq : l'Hôtel de ville (déjà construit), la Gare, le Centre commercial, la Tour radio, le Parc d'attractions. Chaque monument apporte un avantage important à son propriétaire. L'extension Marina en rajoute deux[2].
- Industrie primaire (bleu) : Ces cartes représentent des champs, des fermes, des mines... Elles peuvent s'activer durant le tour de n'importe quel joueur dès que le jet de dés d'un joueur vaut celui indiqué sur la carte. Elles font gagner de l'argent de la Banque.
- Industrie secondaire (verte) : Ces cartes représentent des commerces et des usines. Elles ne peuvent s'activer que durant le tour de leur propriétaire. Elles font gagner de l'argent de la Banque.
- Restaurants (rouge) : Ces cartes représentent des lieux de restaurations. Elles ne peuvent pas s'activer durant le tour de leur propriétaire. Elles font payer celui qui a lancé les dés à leur propriétaire.
- Établissements majeurs (violet) : Ces cartes représentent des entreprises ou des stades. Elles ont un intérêt stratégique sachant qu'un même joueur ne peut posséder qu'une fois chacun de ces établissements et qu'il y a un exemplaire de chaque établissement de moins que le nombre de joueurs. Quand leur propriétaire les active durant son tour, il prend de l'argent aux autres joueurs ou peut leur échanger un établissement de son choix.

## Extensions
Cinq extensions de Minivilles sont sorties à ce jour : 
- L'extension Marina (街コロプラス en japonais), publiée en 2012, ajoute deux monuments : le port et l'aéroport. Le gameplay est amélioré en modifiant la façon dont les cartes sont placées au centre de la table pour être achetées. D'autres industries et établissements liés principalement à la pêche et au transport maritime ont également été ajoutés[3].
- La carte MGA Gamer Center est sortie en 2014 et depuis incluse dans diverses éditions du jeu.
- La carte Fabrique de jouets du Père Noël a été mise en ligne le 24 décembre 2014. C'est une carte à imprimer soi-même.
- L'extension Green Valley (街コロシャープ en japonais), sorti en anglais en 2015[4], introduit des établissements axés sur le luxe et des industries de haute technologie, ainsi qu'un mécanisme de fermeture qui rend temporairement inactif un établissement[5].
- L'extension 5-6 permet de jouer jusqu'à 6 joueurs en fournissant des cartes de base et des monuments. Elle contient aussi les deux cartes promotionnelles MGA Game Center et Fabrique de jouets du Père Noël[6].

## Accueil
Minivilles fut nommé et reçoit plusieurs prix à sa sortie : il est finaliste du Lys Grand Public  en 2014 ; il a remporté le Geekie Award 2015  du meilleur jeu de table ; la même année, il était nommé Spiel des Jahres et As d'Or - Jeu de l'Année.